# Jakowlew Ptschela

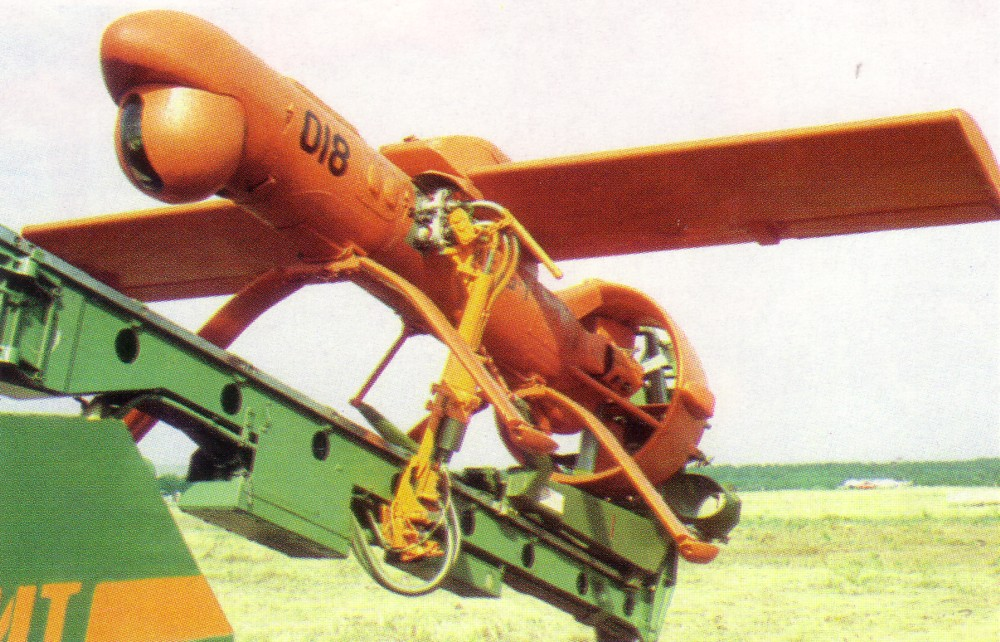
Ptschela 1T

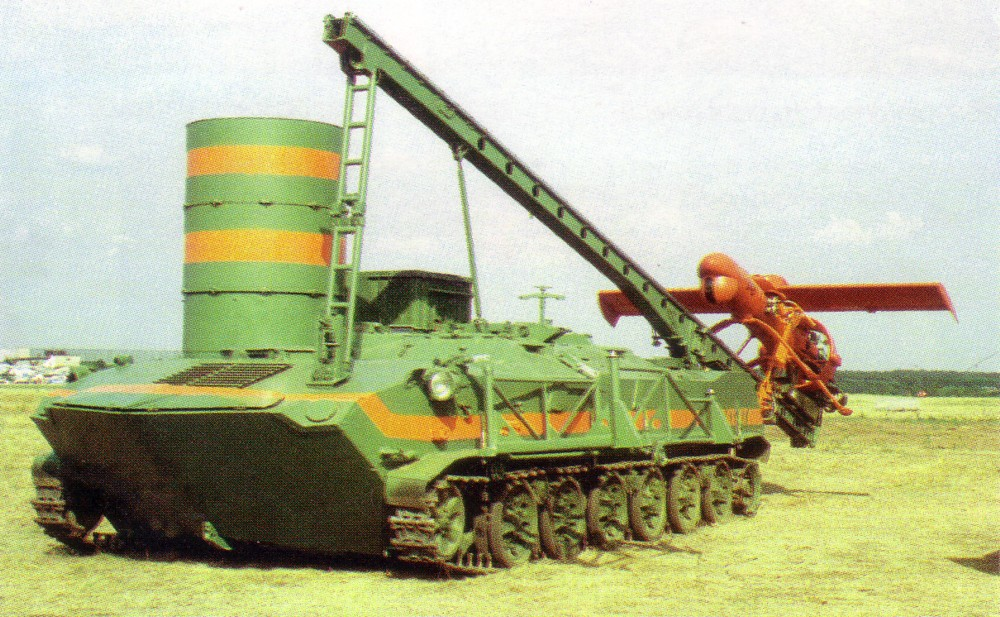
Ptschela 1T auf Startfahrzeug

Das Jakowlew Ptschela (deutsch: Biene, englisch: Pchela, russisch: Пчела) ist ein unbemanntes Luftfahrzeug des russischen Entwicklungsbüros Jakowlew.

## Geschichte
Die Entwicklung begann am 28. Juni 1982 auf Beschluss des entsprechenden Ministeriums. Zwischen 1982 und 1991 wurden zwei Versionen entwickelt. Die erste Version war die 60C/1M, die Mitte der 1980er Jahre zum ersten Mal flog, aber nie Einsatzstatus erreichte, die zweite war die weiterentwickelte 61/1T (die spätere Einsatzversion). In Dienst gestellt wurde das System Mitte der 1990er Jahre.

## Technik
Die Ptschela wird für Gefechtsfeldüberwachung und Zielzuweisung eingesetzt und ist mit einer Videokamera ausgerüstet, die ihre Bilder per Funk an eine Basisstation weiterleitet. Gestartet wird die Drohne von einer Startschiene auf einem umgebauten LKW vom Typ GAZ-66 oder einem umgebauten Kettenfahrzeug vom Typ BTR-D mit Hilfe von zwei Starthilfsraketen. Dazu kommen noch Fahrzeuge für die technische Unterstützung. Die gesamte dazugehörende Technik einschließlich der Fahrzeuge und der Drohne wird als Stroi-P-Komplex bezeichnet. Für den Export wird ein leicht modifiziertes System unter dem Namen Malachit (Schmel-1/Shmel-1 für die Drohne) angeboten. Der Flug der mit einem ummantelten Propeller ausgerüsteten und zum Teil aus Kompositwerkstoffen bestehenden Drohne erfolgt in einer Höhe von 100 bis maximal 3000 m. Der Flug erfolgt entweder automatisch auf einem vorgegebenen Kurs oder per manueller Fernsteuerung. Die Landung erfolgt mit Hilfe eines Fallschirms und Airbags oder stoßdämpfenden Kufen.

## Technische Daten
|                     | Ptschela 60C | Ptschela 1T  |
| ------------------- | ------------ | ------------ |
| Länge               | 2,67 m       | 2,78 m       |
| Flügelspannweite    | 2,40 m       | 3,25 m       |
| Startmasse          | 98 kg        | 138 kg       |
| Triebwerksleistung  | 20 PS        | 32 PS        |
| Fluggeschwindigkeit | 100–180 km/h | 120–180 km/h |
| Flugdauer           | 2 h          | 2 h          |
| Reichweite          | 30 km1)      | 60 km1)      |

1) begrenzt durch das Funksteuerungssystem